# معسكر تدريب

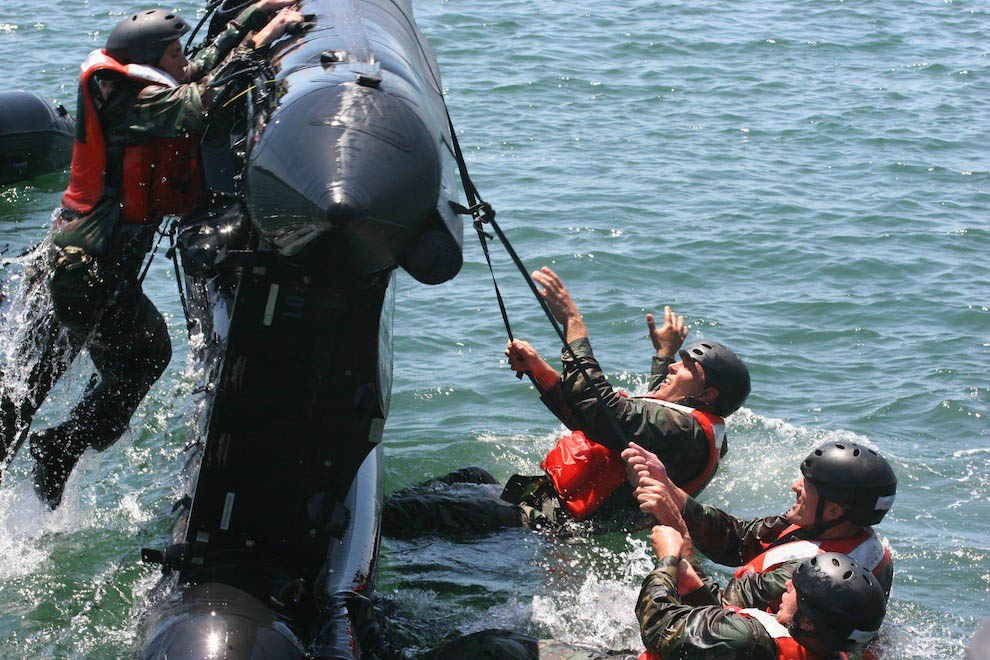

معسكر التدريب هو مكان عادةً ما يكون ضمن مخيم للجيش حيث يذهب الأفراد لتعلم مهارات تشمل المهارات البدنية عادة لا الأمور النظرية وعادة ما يكون الهدف تدريبات عسكرية أو تدريبات رياضية. تشمل الأمثلة:
- معسكر تدريب (دوري كرة القدم المحلي)
- معسكر تدريب جي4
- معسكر تدريب عسكري
  - معسكر تدريب عسكري للمواطنين
  - معسكر بوليز، معسكر بلاندن، وغيرها الكثير
- معسكر تدريب الإرهابيين
  - معسكر تدريب أفغاني
    - معسكر تدريب أفغاني
- معسكرات التدريب الوظيفي
  - مثال: معسكر تدريب (شركة تكنولوجيا معلومات)